# محاصره اورشلیم (۱۲۴۴)
محاصره اورشلیم پس از جنگ صلیبی ششم رخ داد، هنگامی که خوارزمشاهیان شهر را در ۱۵ ژوئیه ۱۲۴۴ فتح کردند.
فریدریش دوم فرماندهی جنگ صلیبی ششم برای سرزمین مقدس را در ۱۲۲۸ میلادی برعهده داشت. اندازه ارتش فردریش دوم و شهرتش برای به دست آوردن اورشلیم، بیت‌لحم، ناصره و برخی از نقاط دیگر در بین جوامع اسلامی کافی بود. طبق معاهده‌ای که الکامل محمد بن عادل برقرار کرد این امر میسر گردید. با این حال، اورشلیم برای مدت طولانی در دست مسیحیان باقی نماند. ایوبیان از قبیله آزاد خوارزم که توسط مغولها ویران شده بود برای تسخیر مجدد شهر دعوت کرد. در زمان محاصره و تسخیر شهر در اوت ۱۲۴۴ خوارزمشاهیان اورشلیم را به طور کامل ویران کردند و مسلمانان و مسیحیان شهر را به دلیل تخریب و ویرانی ترک کردند. جنگ صلیبی هفتم به دستور لوئی نهم بخاطر این قتل‌عام انگیزه پیدا کرد اما نیروهای کم ایوبیان با کمک نیروهای قدرتمند مملوک که از حریفان اصلی صلیبیون در جنگ‌های صلیبی ۱۲۵۰ بودند، کامل شده بود.

## پیش زمینه

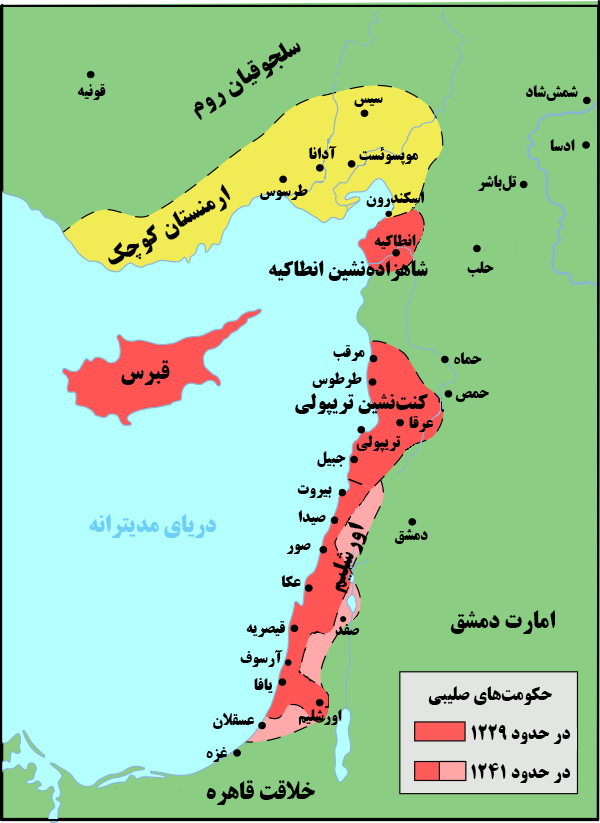
اراضی پادشاهی اورشلیم پس از جنگ صلیبی بارونی در سال ۱۲۴۱

پس از پایان یافتن جنگ صلیبی ششم و بازگشت فریدریش به اروپا، وی در سال ۱۲۳۰ توانست با پاپ آشتی و مصالحه برقرار کند تا از زیر فشارهای وارده از جانب دستگاه پاپ خارج شود؛ با این حال وی در اراضی مقدس با مقاومت افرادی همچون جان ابلین روبه‌رو شد که موفق شده بود، رهبری تمامی گروه‌های مخالف فریدریش را برعهده بگیرد. با این حال درگیری بین نیروهای هوهنشتافنهای فریدریش و صلیبیون به رهبری جان ابلین با پیروزی جان ابلین همراه بود. از آن پس سلطنت امپراتوری ظاهر خود را حفظ کرد اما قدرت واقعی در دست خاندان ابلین قرار گرفت. همزمان با درگیری داخلی میان صلیبیون، ایوبیان نیز درگیر جنگ‌های داخلی شدند. پیوند الکامل و الاشرف به فاصله کوتاهی پس از تسخیر دمشق از بین رفت و دو برادر تا سال ۱۲۳۷ که الاشرف درگذشت، درگیر جنگ داخلی شدید با یکدیگر بودند. پس از الکامل موفق شد تا سوریه را متصرف شود اما خود پس از اندک زمانی درگذشت. پس از مرگ وی، حکومت میان دو پسرش تقسیم شد؛ الصالح حکومت دمشق و العادل حکومت مصر را به دست گرفت؛ با این حال این برادر نیز پس از مدتی وارد جنگ با یکدیگر شدند تا اینکه الصالح مصر فتح کرد اما خود سوریه را نیز از دست داد.
با رسیدن سال ۱۲۳۹، صلح میان فریدریش دوم با ایوبیان منقضی شد و مسلمانان برای بازپس‌گیری اورشلیم خود را آماده کردند چرا که اورشلیم علناً بی‌دفاع و به‌سهولت قابل محاصره بود. با این حال در همین سال جنگ صلیبی جدیدی به دستور پاپ گریگوری نهم آغاز شد که در آن بارون‌های فرانسوی و انگلیسی شرکت جستند بدین‌ترتیب این جنگ به جنگ صلیبی بارونی شهرت یافت که تیبالد شامپانی و ریچارد کورنوال رهبری آن را برعهده داشتند. این جنگ سرانجام با پیروزی صلیبیون همراه بود به‌نحوی که صلیبیون موفق شدند در ازای هم‌پیمانی و اتحاد با مصر، اورشلیم و اراضی از دست رفته‌ای همچون عسقلان، صیدا، طبریه، جلیل، بیت‌لحم و ناصره را به دوباره به دست آورند و اراضی صلیبیون را به حدود خود قبل از نبرد حطین برسانند.

## جنگ
پس از فتح اراضی مقدس توسط صلیبیون، ملک صالح برای جبران این شکست‌ها، برای بازپس‌گیری سوریه و اراضی مقدس با خوارزمشاهیان که در شمال سوریه مستقر شده بودند، متحد شد. اورشلیم نیز در این زمان که فاقد استحکامات لازم دفاعی در مقابل هرگونه حمله‌ای بود، در سال ۱۲۴۴ توسط خوارزمشاهیان محاصره شد و به‌سهولت پس از مدت اندکی فتح و تسخیر شد. مسیحیان پس از تسخیر شهر قتل‌عام شدند و کلیساهایی از جمله کلیسای آرامگاه مقدس مسیح به آتش کشیده شد. پس آن ملک صالح توانست مجدداً اراضی که توسط بارون‌ها فتح شده بود، مجدداً به قلمرو ایوبیان بازگرداند تا بار دیگر پادشاهی اورشلیم به یک نوار باریک از بنادر ساحلی مدیترانه محدود شود.